# Gian Paolo Landi di Chiavenna
Gian Paolo Landi di Chiavenna (Modena, 19 giugno 1950) è un politico italiano.

## Biografia
Nel 1971 è dirigente giovanile del Partito Democratico Italiano di Unità Monarchica ed è uno dei fondatori della cosiddetta Maggioranza silenziosa a Milano. Poco dopo aderisce al Movimento Sociale Italiano - Destra Nazionale. Laureatosi in giurisprudenza nel 1974, è figlio dell'ex Presidente di Sezione della Corte di cassazione, Ludovico Landi, esercita dal 1978 la libera professione in Milano nel settore civilistico, con particolare specializzazione nell'area societaria e commerciale. Ha esercitato la professione di avvocato civilista dal 1975, quando si è iscritto all'Albo Professionale di Milano. Dal 1974 al 1978 ha ricoperto il ruolo di Presidente della Camera di Commercio Italia Africa Australe. È sposato con Margherita Testori dal 1977 (nipote dello scrittore Giovanni Testori).

### Attività politica
Candidato alla Camera nel 1994 nel collegio Milano 3 per Alleanza Nazionale nel maggioritario, viene superato dal candidato del Polo delle Libertà. Nel 1995 è eletto Consigliere comunale a San Giuliano Milanese.
Eletto deputato al Parlamento Italiano nella lista di AN nella XIII Legislatura (1996-2001), nella quale è altresì stato Membro della Commissione Attività Produttive e della Commissione Affari Costituzionali.
Relatore di minoranza in Commissione Finanze per la stesura della Legge sul riordino dei Mercati Finanziari (testo Draghi) e sulla Legge Quadro del riordino dei sistemi Fieristici italiani. Membro del consiglio direttivo di AN alla Camera.
Nel giugno 2001 è stato rieletto alla Camera dei deputati per la XIV Legislatura. Ha ricoperto i ruoli di: Capogruppo di AN nella Commissione Esteri e Vicepresidente del Comitato per la Fame nel Mondo.
È stato Membro della XIV Commissione Politiche dell'Unione europea, del Comitato Parlamentare di Controllo sull'Attuazione ed il Funzionamento dell'Accordo di Schengen ed Europol (Capogruppo AN), della Delegazione Parlamentare presso l'Assemblea dell'Iniziativa Centro Europea (INCE) e Presidente del Comitato Parlamentare Italia Taiwan.
Dal 1998 fino al 2006 è stato Responsabile Nazionale del Dipartimento Demografia e Immigrazione di Alleanza Nazionale scrivendo e producendo molteplici testi di approfondimento tematico.
È stato relatore di vari provvedimenti legislativi in materia di immigrazione, cittadinanza, tutela dei rifugiati politici. Non rieletto nel 2006 alla Camera. Ha aderito nel 2008 al PdL ma, vicino a Gianfranco Fini, è stato co-coordinatore regionale della Lombardia per Generazione Italia e ha aderito a Futuro e Libertà per l'Italia. Nel novembre 2010 però è rientrato nel PdL.

### Esperienza amministrativa
Dal 2007 a maggio 2011, è stato Assessore alla Salute del comune di Milano nella giunta Moratti, e ha promosso interventi dedicati alla cittadinanza, con particolare attenzione per le fasce più fragili della popolazione, nell'ambito delle Politiche per la Salute, della promozione dei corretti stili di vita e della prevenzione, dello sviluppo delle cure territoriali e nel settore dell'handicap e della salute mentale.
Iniziative caratterizzanti la sua attività sono state:
- Le campagne annuali gratuite di prevenzione (Piazze della Salute, Anno della Salute, etc.) con relativa offerta di test, screening, consulti medici, presso un'unità mobile itinerante nella città; "Giovani in Salute", percorsi di sensibilizzazione dedicati ai giovani per la lotta al fumo e per un bere responsabile; "SaluteInFormaMi", counselling gratuito con gli specialisti della Fondazione Policlinico Ca' Granda di Milano su varie aree mediche con focus particolare sulla prevenzione delle Malattie Sessualmente Trasmissibili;
- Lo "Psicologo di quartiere", ovvero la consulenza psicologica gratuita di base in 24 farmacie milanesi; i "Punti di partenza", ovvero lo sviluppo delle life skills per insegnanti, genitori e ragazzi nelle scuole medie inferiori milanesi, per combattere le dipendenze; la continuità assistenziale per i progetti volti al miglioramento della qualità della vita e all'inclusione sociale, sviluppati con i Dipartimenti di Salute Mentale;
- L'accreditamento di nuovi servizi territoriali per persone con disabilità (centri socio educativi, servizi di formazione all'autonomia, centri di aggregazione disabili), l'azzeramento delle liste di attesa nei centri diurni per disabili, i servizi di continuità assistenziale per gli utenti dei CDD, l'iniziativa "Durante noi, dopo di noi", per il sostegno e l'inclusione dei disabili anche quando i loro affetti vengono a mancare.

In qualità di Assessore alla Salute rappresenta il Comune di Milano nella Rete Europea Città Sane, promossa dall'Organizzazione Mondiale della Sanità (OMS) ed è stato eletto nel 2010 Vice Presidente della Rete Italiana Città Sane -OMS- , con Delega per le Aree Metropolitane.
È stato Consigliere del Comitato Esecutivo della Fondazione Fiera di Milano e Membro del Consiglio Generale della medesima Fondazione dal 2007 al 2010.
È Presidente dell'Associazione ONG "Alleanza per lo Sviluppo e la Cooperazione" attraverso la quale ha promosso attività di carattere umanitario e solidaristico anche in collaborazione con ONG italiane ed organismi internazionali.

## Pubblicazioni
Ha pubblicato nell'anno 2000 il libro Demografia e Immigrazione: La sfida del terzo millennio.
In qualità di Assessore alla Salute ha presentato e promosso nel 2010 la pubblicazione de Il libro bianco sullo stress, edito da FrancoAngeli e ha promosso la realizzazione della collana I quaderni della Salute.Gian Pietro Borghini